# صبغي 9
الصبغي البشري التاسع (بالإنجليزية: Chromosome 9)‏ هو أحد 23 زوجاً صبغياً بشرياً. والشخص الطبيعي يملك زوجاً من هذا الصبغي في كل خلية من خلايا جسمه، ويحوي الصبغي 145 مليون من الأزواج القاعدية في الدنا ، ويشكل حوالي 4.5% من دنا الخلية، وقد يحوي من 800 إلى 1200 مورثة.

## اقرأ أيضا
- مشروع جينوم الشمبانزي
- مشروع الجينوم البشري